# Goldegg zu Lindenburg

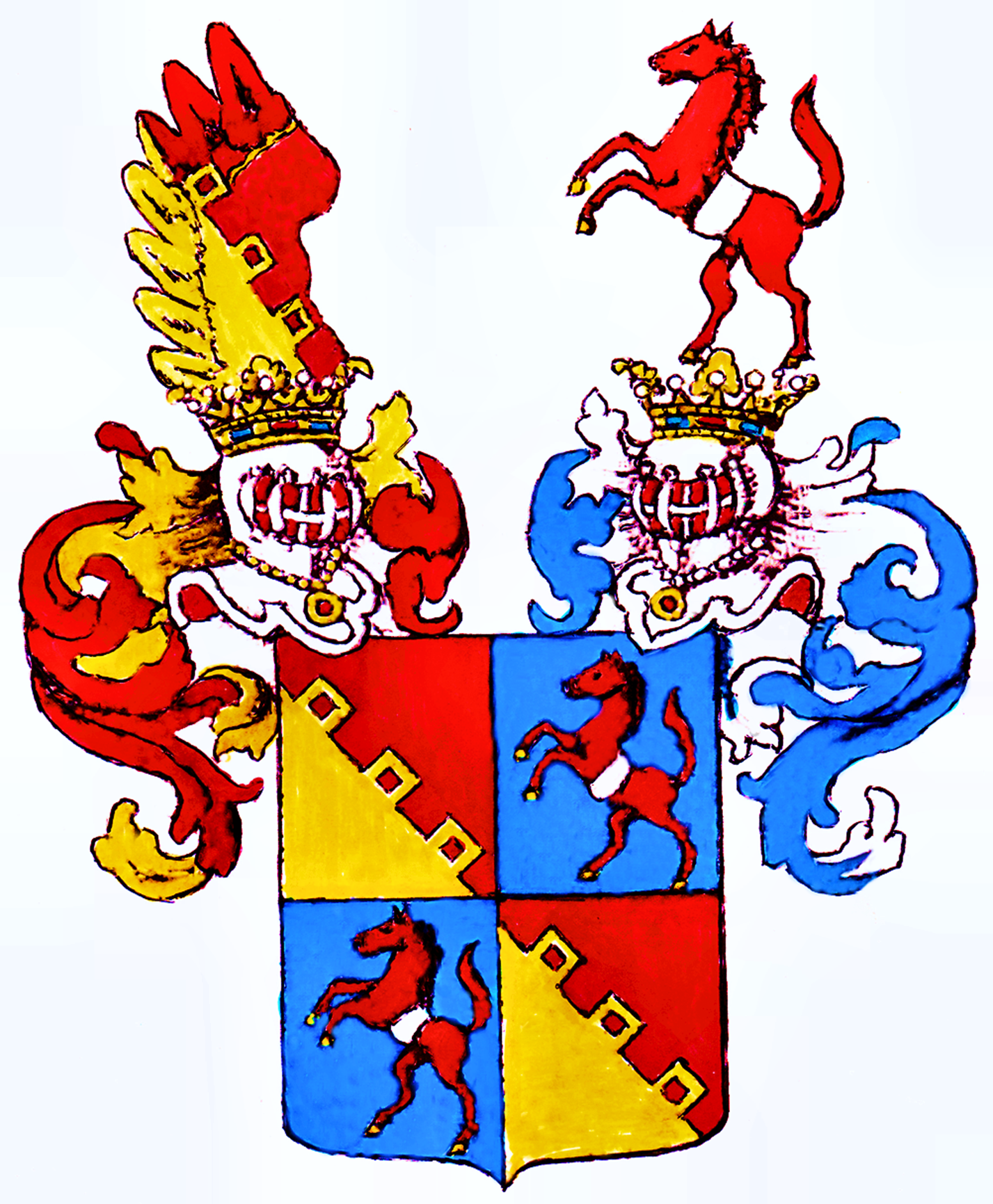
Wappen der Reichsritter von und zu Goldegg und Lindenburg 1581, auch 1670

Die Freiherren Goldegg von und zu Goldegg und Lindenburg, auch nur von Goldeck bzw. von und zu Goldegg und Lindenburg, Goldegg zu Lindenburg, waren ein altes Tiroler, in die Landesmatrikel, so wie in die Adelsmatrikel des Königreichs Bayern eingetragenes österreichisches Adelsgeschlecht. Seit 1986 ist die Familie im Mannesstamm erloschen.
Sie sind nicht zu verwechseln mit den im Jahre 1400 erloschenen Salzburger Herren von Goldegg.

## Geschichte
Mit Heinrich de Pühle (Heinricus Puhelare) wird um 1199/1200 in einer Traditionsnotiz von Kloster Schäftlarn der erste urkundlich nachweisbare Goldegger greifbar. Der von ihm bewohnte turris et curia Wiffe ist mit dem Wohnturm Weifner (Weiffen) in Vorderafing am Tschögglberg zu identifizieren, der um 1300 ausdrücklich als „der obere Hof von dem Goldegger“ bezeichnet wird.
Die Familie teilte sich in mehrere Zweige, unter denen die Goldegger von Jenesien und die von Lana besondere Aufmerksamkeit verdienen. Hanns von Goldegg auf Jenesien, ein Zeitgenosse Friedrichs mit der leeren Tasche, erwarb 1421 zu den ursprünglichen Besitzungen seines Hauses am Eingang ins Sarntal Burg und Gericht Sarnthein hinzu für jährliche 1200 fl., nachdem er schon früher Herr der Burg Warth bei Eppan geworden war. Bei seinem Tod hinterließ er nur zwei Töchter, die eine mit Johann von Weineck, die andere mit Schweickert von Schlandersberg vermählt. Nach dessen kinderlosem Ableben war vom Zweig der Jenesier nur noch Christof Goldegg übrig, welcher im Jahre 1439 den Bau der alten Pfarrkirche von Jenesien förderte und als Inhaber der Burgen Wangen, Ried und Rafenstein im Jahre 1466 starb. Mit ihm erlosch der älteste Zweig des Geschlechtes.
Der jüngere Zweig bestand in Lana, in Tisens und in Bozen fort. Schon im Jahr 1231 erscheint Heinrich von Goldegg (de Goldecco de Launan) auf dem Hof Gartscheid. Im Jahr 1278 nennt sich ein Heinrich von Goldegg in einer Urkunde des Heilig-Geist-Spitals Bozen ausdrücklich als dominus Haincius Goldekerius de Tisens, während eine domina Ella Goldekerinna, Witwe Wernher Ripps von Firmian, im Jahr 1289 in Bozen nachgewiesen ist.
Ab dem 15. Jahrhundert erscheinen die Goldegger als rittermäßige Niederadeligeauf den Landtagen.

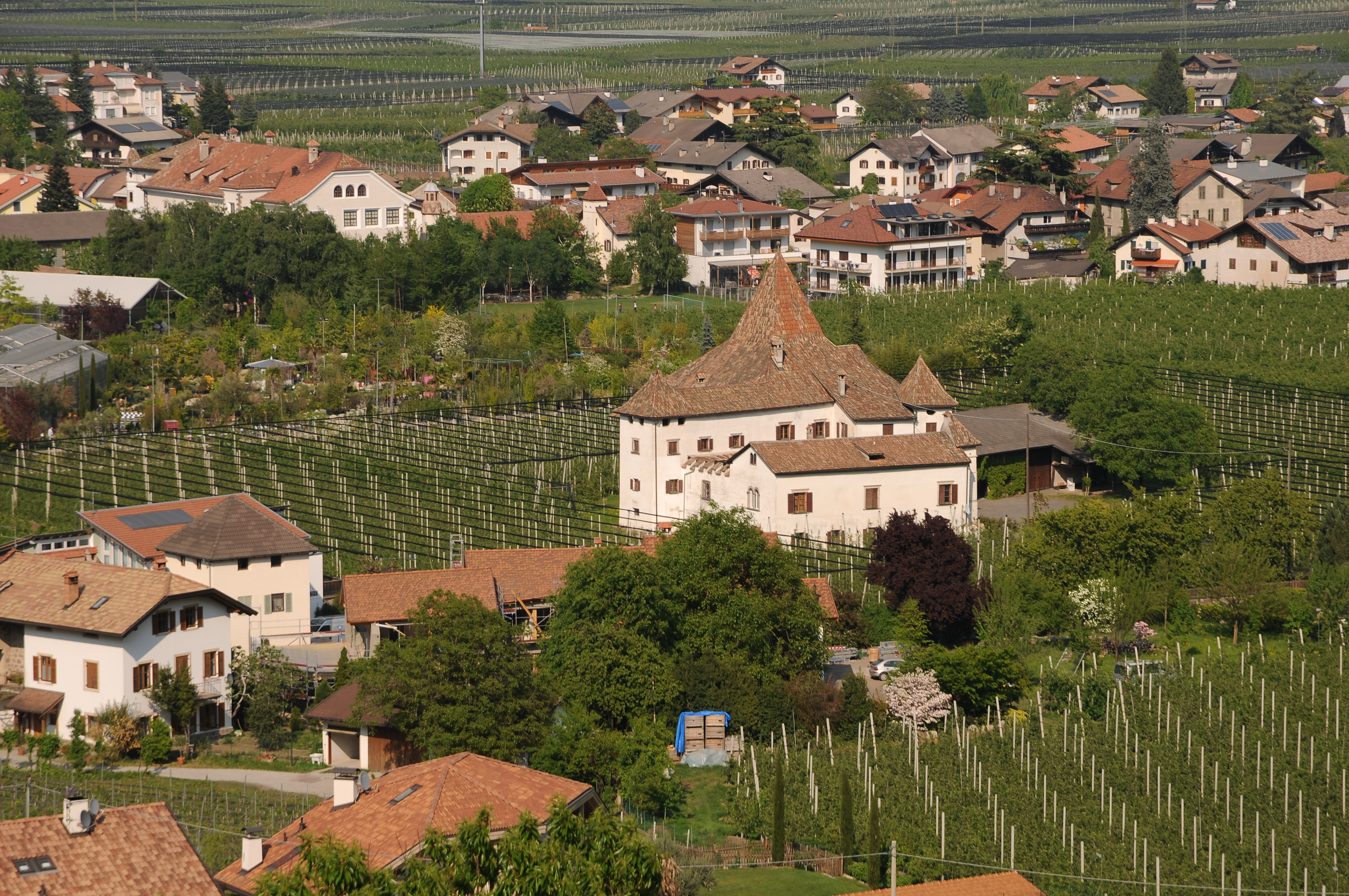
Ansitz Goldegg, Oberlana

Der Historiker Hugo von Goldegg versuchte zu beweisen, dass die Familie von Berthold von Simlan (1314) abstammt, dessen Neffe Konrad (Chuonrad ab Simlan, urkundlich 1357–1380, vom Maierhof Simlan in der Pfarre Schönna bei Meran), der Stammvater des Hauses Goldegg war. Der alte Ansitz Goldegg war schon lang der Sitz des Geschlechts Goldegg in Oberlana und wurde 1580 zum adeligen Freisitz erhoben, samt der Bewilligung für die Besitzer, sich von und zu Goldegg schreiben zu dürfen. Im Jahr 1370 hatte genannter Konrad durch seine Ehe mit Margarete von Greif (Gryffo) den Ansitz, der unter dem Namen „Greifenturm“ den Herren von Greif zu Eigen gewesen war, erworben. Er hatte mehrere Kinder.

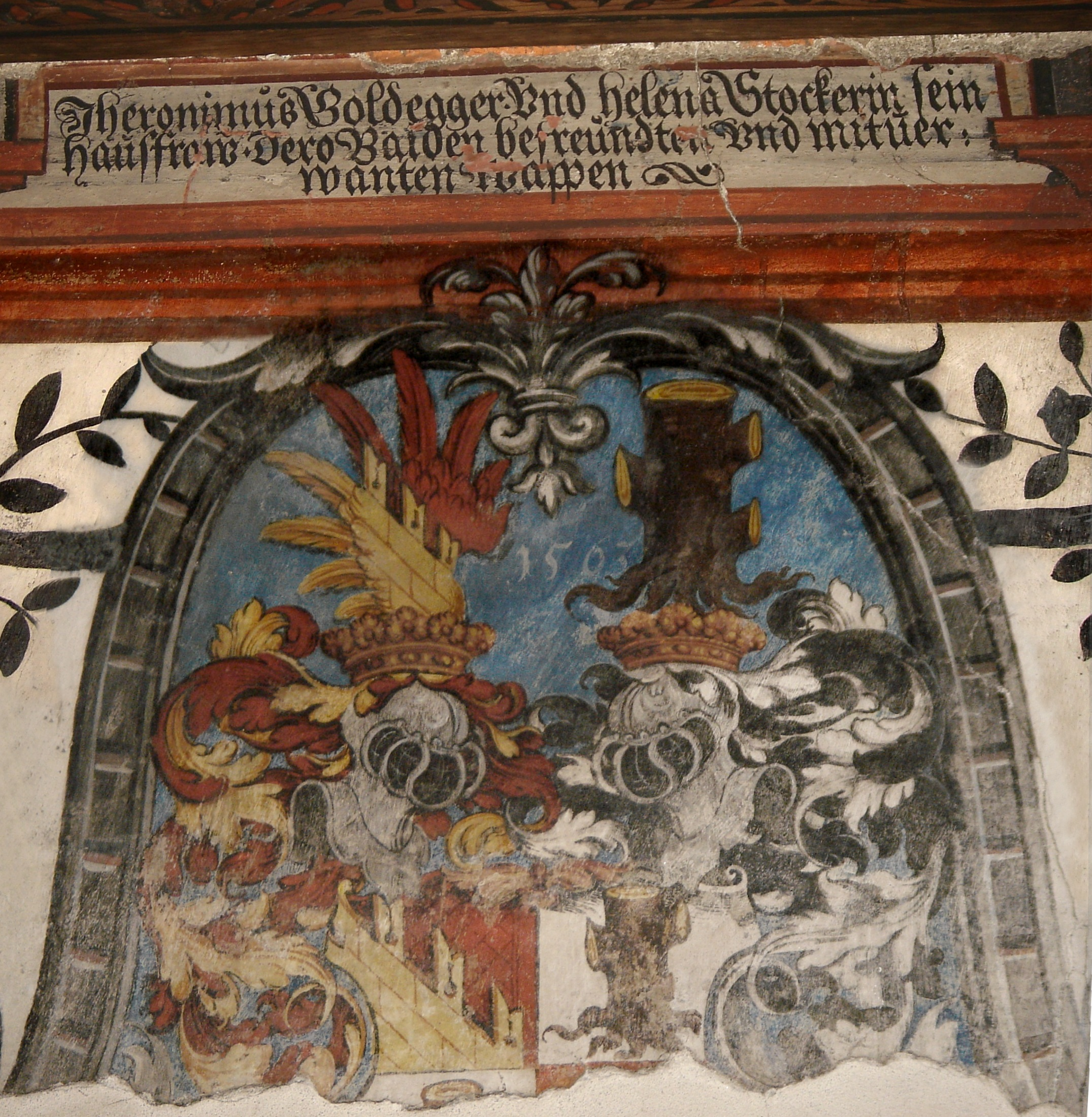
Allianzwappen Goldegg-Stochker

Alphart Goldegg(er) und Georg aus Mitterlana waren Mitglieder des Alt-Tiroler Adelsbündnisses Elefantenbund (1406) und nach dessen Auflösung Alphart zusammen mit seinen Brüdern Hans, Jörg und Wilhelm im neu gegründeten Falkenbund 1407, schließlich nur er im Falkenbund; dieser Bund wurde auf 10 Jahre geschlossen. Die Bundessatzung (Bundesurkunde) hatte 15 Artikel. Der erste und wichtigste (Zweck des Bundes) war der Satzung des Elefantenbundes wörtlich entnommen. Im Falkenbund sah man die Anfänge einer tirolischen Vierstände-Verfassung. Er war offiziell gegen die Appenzeller und Bayern gerichtet.
Alpharts Sohn Leonhard kaufte im Jahre 1446 vom Sohn seiner Schwester, Erasmus Köstlan, den Hof Goldegg, den späteren adeligen Freisitz, wahrscheinlich das erste ursprüngliche Besitztum des Hauses in Mitterlana.
Seit 1524 sind die Goldegg in der Tiroler Adelsmatrikel eingetragen.

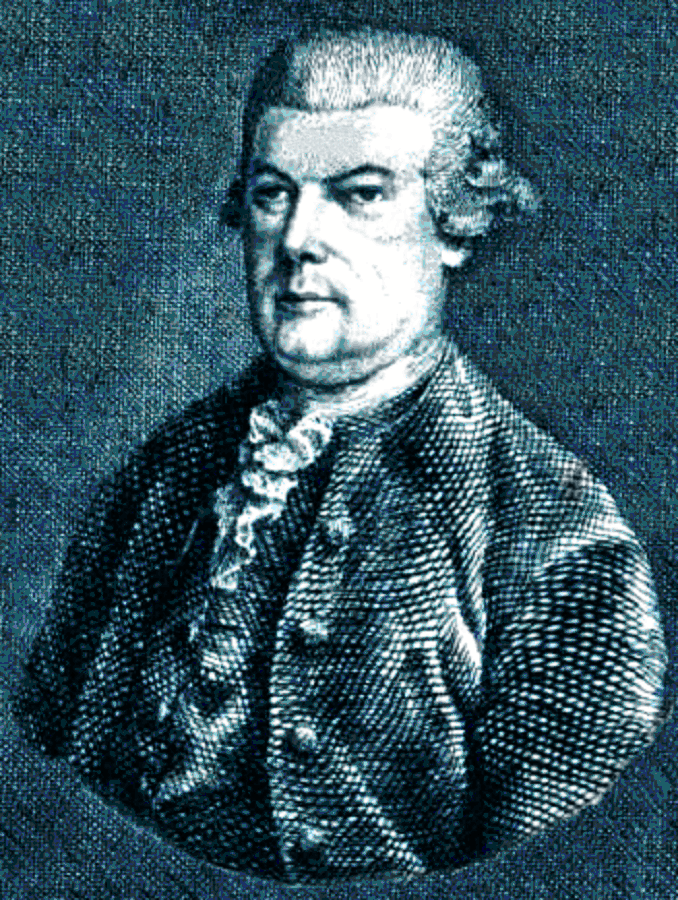
Franz Ferdinand Maria Goldegg von und zu Goldegg und Lindenburg vor 1800

Am 10. Mai 1563 erlangten die Brüder Hans und Hieronymus Goldegger den erbländisch-österreichischen Adelsstand und erwarben den Ansitz Lindenburg bei Bozen. Hieronymus von Goldegg heiratete 1524 Helena, Tochter des Johann Stokher von Greifenegg. Deren Sohn Johann Paul (* 1549 in Lana; † 1603 ebenda), der sich von und zu Goldegg und Greifenegg nannte, war Truchsess am erzherzoglichen Hof und mit Rosina von Winkelhofen zu Englös und Krakofl (1552–1635) verehelicht. (Bilder:) Er und seine Brüder Thomas, Jakob, Leonhard und Kaspar erhielten am 3. März 1580 in Innsbruck durch Erzherzog Ferdinand II. die Erhebung ihres Ansitzes zum adeligen Freisitz sowie am 16. Juli 1581 eine Wappenvermehrung und die Rotwachsfreiheit.
Am 14. Januar 1670 wurde zu Wien Johann Jakob von Goldegg, Gutsbesitzer bei Bozen, mit dem Prädikat „von und zu Goldegg und Lindenburg“, durch Kaiser Ferdinand I. in den Reichsritterstand erhoben.
Hans Jakob von und zu Goldegg und Lindenburg (1595–1670), Sohn des Paul, war Oberst der Landmiliz in Tirol und Inhaber des Goldegg’schen Regiments. Er vermählte sich 1616 in Kaltern mit Brigitta von Zingnis zu Schwanenfeld und Freyenthurn (1595–1639).
Elisabeth Margaretha (* 12. Juli 1674; † 6. Februar 1753), Tochter des Johann Paul Ritter von und zu Goldegg und Lindenburg (1618–1689), Amtsverwalter des Erzherzog Ferdinand Karl zu Bozen, und der Katharina, geborene Hiltprandt von Reinegg, wurde am 15. Februar 1700 in der Kirche zu Zlabings mit Mathias Heinrich Baron Butz von Rolsberg (1673–1748) vermählt. Deren Sohn Hermann Anton (1702–1780) heiratete am 6. Februar 1736 in Zlabings Herula Maria Anna (* 24. Februar 1715 in Wilten; † 6. Februar 1780 in Batelau), Tochter des Johannes Franziskus von und zu Goldegg und Lindenburg und der Eva Theresia, Tochter des Burghauptmanns zu Graz Johann von Pont(e) oder der Maria Anna von Pach zu Hansenheim, Pidenegg und Hohen-Eppan († 7. August 1729). Johannes Franziskus (* 27. März 1684; † 1766) war Hof-Kammerrat sowie Major und ein Bruder der Elisabeth Margaretha, die mit Mathias Heinrich Butz von Rolsberg vermählt war.
Die Familie wurde am 13. Januar 1814 in die Adelsmatrikel des Königreichs Bayern eingetragen.
Hugo von und zu Goldegg und Lindenburg, erlangte am 20. September 1877 eine Bestätigung seines alten Ritterstandes. Sein als Genealoge bekannter Sohn Konrad (* 1856 im Ansitz Prackenstein bei Bozen; † 8. März 1921 in Klobenstein am Ritten), Rittmeister, später Burenoberst, und seine Tochter Anna (* 27. August 1860 im Ansitz Prackenstein bei Bozen; † 25. November 1937 in Innsbruck) als Stiftsdame des Theresianischen Damenstiftes, suchten im Jahre 1917 unter Berufung auf das Alter ihres Uradels um die Verleihung des Freiherrnstandes an. Am 15. Januar 1918 erhob Kaiser Karl I. zu Wien die Familie in den Freiherrenstand.
Dieses Geschlecht darf nicht mit demjenigen des Freiherrn von Goldegg verwechselt werden, welcher der Familie Prücklmayer entsprossen war.

## Besitzungen
Die Familie besaß Burg Karneid (1838–1884), Zirnberg, den Ansitz Prackenstein in Bozen, den Ansitz Spauregg zu Partschins und andere.

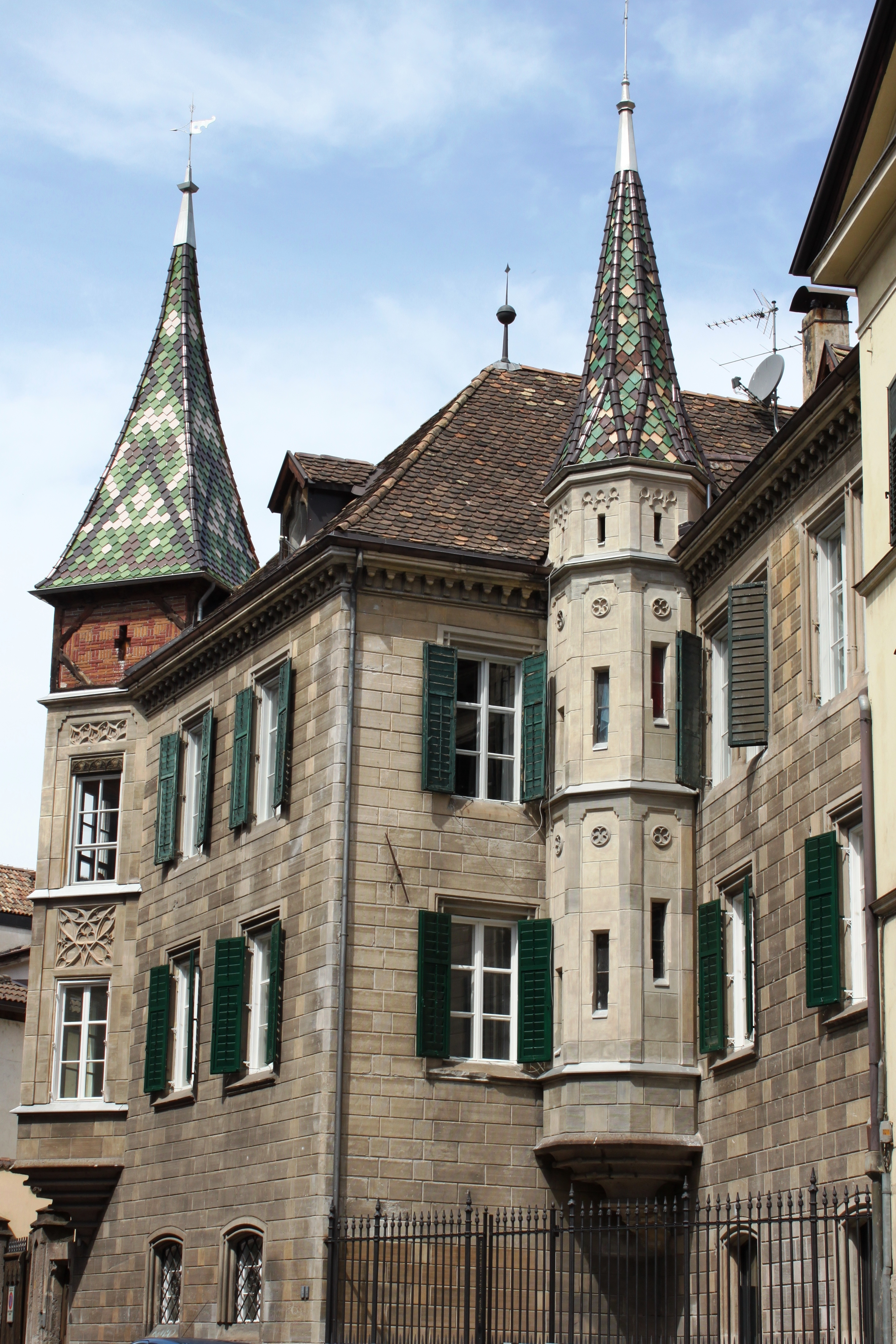
Ansitz Prackenstein in Bozen (Südostansicht)
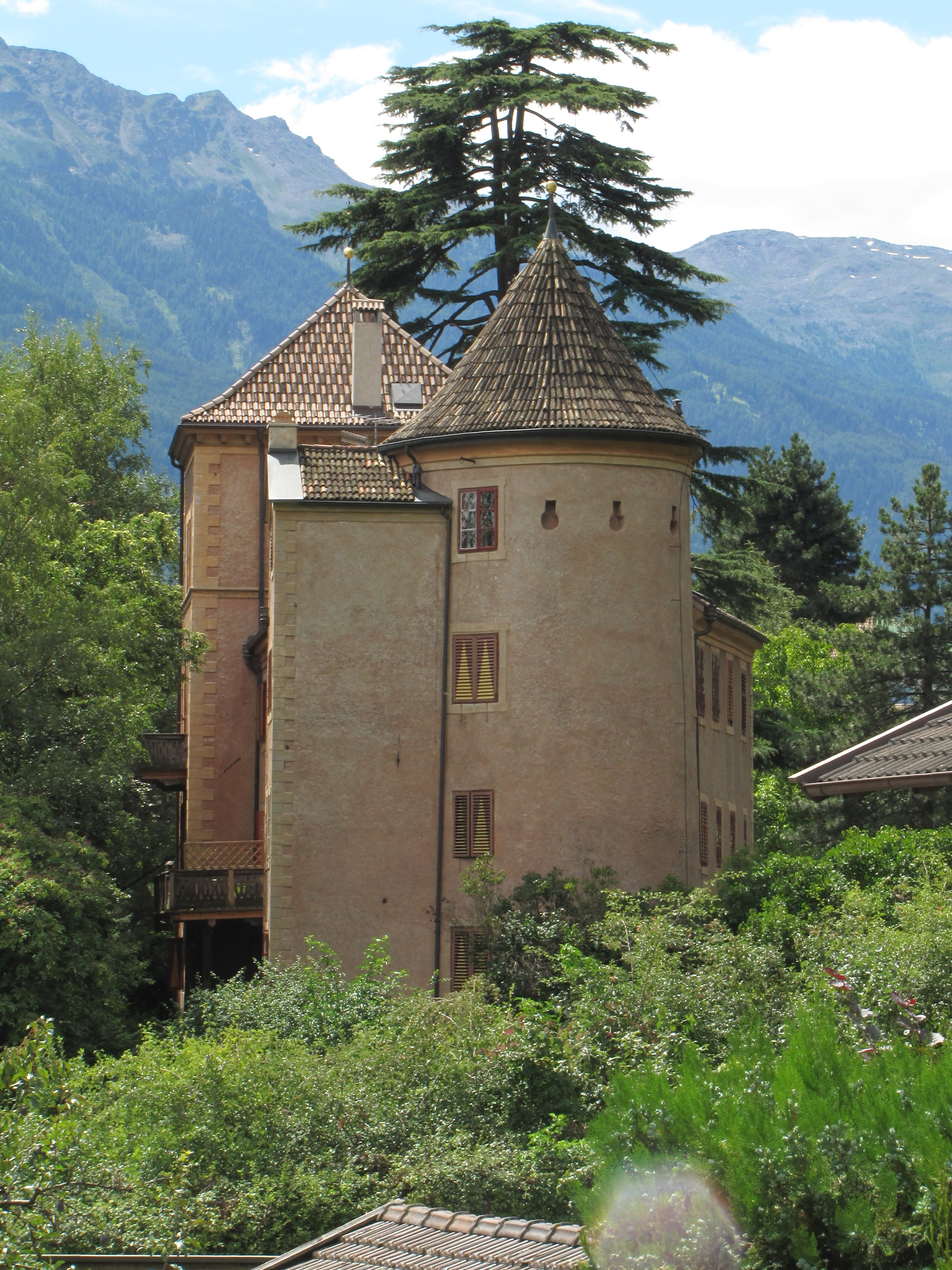
Spauregg in Partschins

## Persönlichkeiten

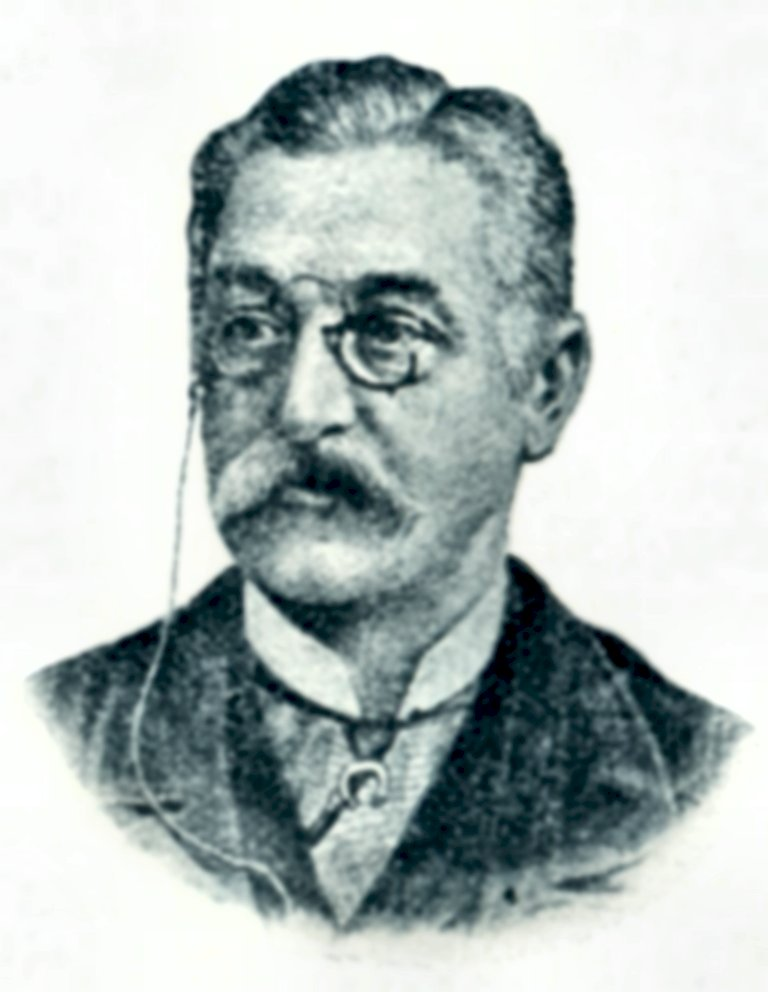
Hugo von Goldegg

- Franz Ferdinand Maria Goldegg von und zu Goldegg und Lindenburg (* 1724 in Wilten bei Innsbruck; † 1802 in Lienz) war Jurist und Hofrat der obersten Justizstelle, der sich um die Rechtspraxis und die Kondifikation während der Tiroler Revisionen (bis 1763) als Repräsentant des Tiroler Rechts hervortat.[14]
- Alois Goldegg von und zu Goldegg und Lindenburg (* 1768; † 16. Januar 1831 in Wien) war ein k. k. Rittmeister, sodann einer der bekanntesten Zoologen und Entomologen seiner Zeit. Zusammen mit Johann Ignaz Schiffermüller beschrieb er mehr als 700 Arten. Seine Sammlung betrug über 150 000 Präparate.[15]
- Josef Goldegg von und zu Goldegg und Lindenburg, Sohn des Obigen, († 9. März 1779) war niederösterreichischer Landrat.[16]
- Anton Goldegg von und zu Goldegg und Lindenburg (* 27. Dezember 1787 in Bozen; † 3. Dezember 1854 ebenda) war ein österreichischer Schriftsteller.[17]
- Hugo Goldegg von und zu Goldegg und Lindenburg (1829–1904) war ein Tiroler Politiker und Heraldiker. Der 16. Stammhalter der Familie war seit 1855 mit Filomene (Philomena) Freiin Putzer von Reibegg (* 22. Oktober 1836 in Bozen; † 9. Mrz 1918 in Meran) vermählt. Seine Tochter Emma (28. Juni 1862; † 25. November 1946), Sternkreuzordensdame, heiratete Ludwig-Ferdinand Botho Prinz zu Sayn-Wittgenstein.
- Ferdinand Goldegg von und zu Goldegg und Lindenburg (* 7. Januar 1897 in Chanowitz; † 25. Mai 1944 in Bihać) heiratete 8. Mai 1922 in Innsbruck Hildegard Gräfin von Attems, Freiin von Heiligenkreuz (* 29. Juni 1898 in Celje; † 11. Oktober 1954 in Maria-Enzersdorf).

## Wappen
Das Stammwappen zeigt in Rot eine schräglinke goldene Quadermauer mit drei aufrechten einegespitzten (welschen) Zinnen; auf dem Helm mit rot-goldenen Decken ein wie der Schild bezeichneter geschlossener Flug.
Bereits das seit 1250 belegte Wappen der seit 1190 urkundlich nachgewiesenen, 1473 ausgestorbenen Edlen von Goldegg, den Pflegern des 1272 konstituierten Gerichts Jenesien, weist evidente Verwandtschaft zu diesem Wappenbild auf: Ihr Wappenstein, von ihrem im 16. Jahrhundert aus der in den Jahren 1439 bis 1465 neu errichteten Kirche zu Jenesien entfernten Hochgrab stammend, ist noch an der Südseite der Kirche zu sehen. Der Schild zeigt einen Schrägbalken, der oben mit vier Spitzen bestückt ist. Auf dem gotischen Topfhelm mit wehender Helmdecke ein Flug.
Die österreichische Linie soll die (eigentlich nur drei) "links herein quer liegende" Spitzen silbern auf schwarzem, die tirolische Linie hingegen silbern auf rotem Grund geführt haben. Als Helmzier kamen offenbar auch wie der Schild tingierte Büffelhörner vor. Die von Goldegg zu Jenesien sollen gemäß älterer Literatur mit denen von Goldegg zu Lana eines Herkommens gewesen sein, auch wenn Unterschiede im Wappen erkennbar seien.

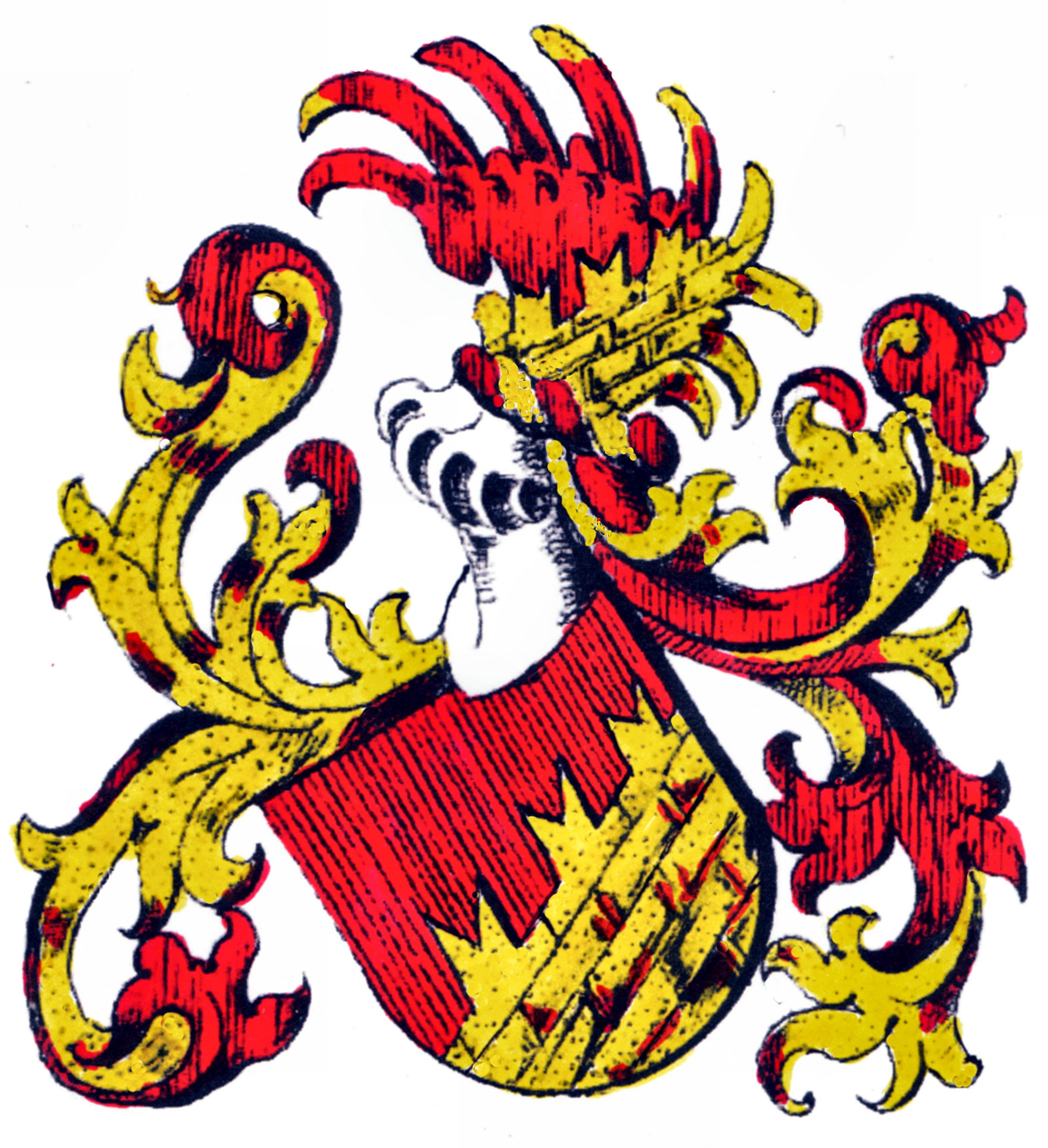
Wappen der Edlen von Goldegg 1563

1563: Schild schräggeteilt, oben rot unten eine goldene Mauer mit eingespitzen (welschen) Zinnen. Auf dem Helm ein rot-goldener Wulst mit geschlossenem Flug in den Farben und Figuren des Schildes. Die Decken sind rot und golden.
1581 und 1670: Quadrierter Schild. 1. und 4. in Rot eine schrägrechte, goldene Mauer mit drei eingeschnittenen Zinnen, wobei die Zinnen und Mauerstriche schräg geführt sind (Goldeck von Jenesien). 2. und 3. in Blau ein aufspringendes lediges rotes Ross mit silbernem Gurt um den Leib (Wappen der de Cabalis von 1500). Zwei gekrönte Helme: Rechts ein einwärtsgekehrter rot-goldener Wulst mit geschlossenem Flug in Farben und Figuren des Schildes (Kleinod des Stammwappens), links das Ross wie im Schild. Die Decken sind rechts rot-golden und links blau-silbern.